# Компромат
Компромети́рующий материа́л (Компромат) — улики, материалы, компрометирующие кого-либо или что-либо.

## Описание
Компромат обычно представляет собой документы (бумаги, фотографии, видео и звукозапись), содержащие информацию, разоблачающие тёмные стороны деятельности человека или организации — те, которые он/они старались не разглашать, по каким-либо причинам, например, размещённые на интернет-ресурсе WikiLeaks, который специализируется на публикации материалов, скрытых от народов.
Как правило, чем выше общественный статус человека или организации, тем более губительным для него может оказаться компромат, он может вскрыться случайно (например, Уотергейт), либо собирается посредством слежки. На сборе компромата, например, специализируются специальные органы государства (например ФБР, КГБ), частные детективы и так далее.
Компромат может использоваться для шантажа и вымогательства. Нередко использование компромата для политического пиара, например, редкая предвыборная кампания обходится без сбора компромата (например, Президентские выборы в США в 2020 году).
Компромат может полностью погубить карьеру человека, но может иметь и обратный эффект, вылившись лишь в дополнительную рекламу.

## Известные примеры
- Падение Ельцина с моста
- Чемоданы компромата Руцкого — компромат на властную верхушку Ельцина.